# Katona László (kézilabdázó)
Katona László (Pápa, 1946. április 22. – Tatabánya, 2015. június 2.) magyar bajnok és válogatott kézilabdázó, a Tatabányai Bányász Sport Club egykori játékosa, a Magyar Kézilabda Szövetség Felügyelő Bizottságának korábbi tagja.

## Gyermekkora[forrás?]
Pápán polgári családban született, majd 1947-ben családjával Kispestre költöztek. Gyermekkorában gyakran tartózkodott Balatonfűzfőn nagyszüleinél. Az általános iskola első négy osztályát a kispesti Petőfi Sándor utcai Általános Iskolában mai nevén Reménység Katolikus Általános Iskola, az 5. osztályát Balatonfűzfői Általános Iskolában, az utolsó három évet Kispesten fejezte be. Középiskolai tanulmányait a Petrik Lajos Vegyipari Technikumban vegyésztechnikusként végezte el, majd gyakornokként egy évet töltött el a balatonfűzfői Nitrokémiában. 1965-ben a székesfehérvári laktanyába vonult be kétéves sorkatonai szolgálatra.

## Sportpályafutása
Középiskolásként a kézilabda szenvedélyévé vált, ennek szülei nem örültek a tanulás háttérbe szorulása miatt. Az első jelentős csapat, amiben megmutathatta tudását, a Spartacus volt. Az itt eltöltött évek után a Nitrokémiában töltött gyakornokság miatt rövid időre abba kellett hagynia a sportot, de a sorkatonai szolgálat alatt már újra játszott - ezúttal a Szondi SE-nél Székesfehérváron.
1967-ben Tatabányára igazolt, ahol az 5-ös számú mezt kapta. A Tatabányai Bányász Sport Club ekkor került fel az NB1-be. 1974-ben első vidéki csapatként nyerték meg a bajnokságot, majd 1976-77-ben 2. helyezettek lettek, 1978-79-ben pedig újra elsőként állhattak a dobogó legfelső fokára.
Az aktív sporttól az 1981-es szezon végén 35 évesen a TBSC csapatával az NB1 3. helyezettjeként búcsúzott.

## Családja
1969 júliusában házasodott Tatabányán, két fiúgyermeke született: 1971-ben László, 1974-ben Gábor.
1993-ban elvált.
1996-ban újranősült.